# Daniel Kanu
Daniel Malanga Kanu (Lambeth, 14 novembre 2004) è un calciatore sierraleonese con cittadinanza britannica, attaccante del Charlton e della nazionale sierraleonese.

## Carriera

### Club
Kanu è cresciuto nel settore giovanile del Charlton ed il 2 febbraio 2022 ha firmato il suo primo contratto professionistico. Dieci giorni dopo ha giocato il suo primo incontro ufficiale subentrando a Mason Burstow nell'incontro di Football League One perso 2-1 contro il Wigan. Il 22 novembre 2022 ha segnato il suo primo gol nella sconfitta per 3-2 contro il Plymouth in EFL Trophy.
Il 6 ottobre 2023 è passato in prestito per un mese al Southend Utd in National League.

### Nazionale
Nel novembre del 2023 ha ricevuto la sua prima convocazione con la nazionale sierraleonese. Ha debuttato il 19 novembre nell'incontro di qualificazione per i Mondiali 2026 perso 2-0 contro il Egitto.

## Statistiche

### Presenze e reti nei club
Statistiche aggiornate al 19 novembre 2023.
| Stagione        | Squadra         | Campionato      | Campionato | Campionato | Coppe nazionali | Coppe nazionali | Coppe nazionali | Coppe continentali | Coppe continentali | Coppe continentali | Altre coppe | Altre coppe | Altre coppe | Totale | Totale | Totale |
| Stagione        | Squadra         | Comp            | Pres       | Reti       | Comp            | Pres            | Reti            | Comp               | Pres               | Reti               | Comp        | Pres        | Reti        | Pres   | Reti   |        |
| --------------- | --------------- | --------------- | ---------- | ---------- | --------------- | --------------- | --------------- | ------------------ | ------------------ | ------------------ | ----------- | ----------- | ----------- | ------ | ------ | ------ |
| 2021-2022       | Charlton        | FL1             | 2          | 0          | FACup+CdL       | 0               | 0               |                    | -                  | -                  | FLT         | 0           | 0           | 2      | 0      |        |
| 2022-2023       | Charlton        | FL1             | 10         | 0          | FACup+CdL       | 0               | 0               |                    | -                  | -                  | FLT         | 4           | 1           | 14     | 1      |        |
| ago.-ott. 2023  | Charlton        | FL1             | 4          | 2          | FACup+CdL       | 0+1             | 0+1             |                    | -                  | -                  | FLT         | 1           | 0           | 6      | 3      |        |
| ott.-nov. 2023  | Southend Utd    | NL              | 5          | 4          | FACup           | 0               | 0               |                    | -                  | -                  | FAT         | 0           | 0           | 5      | 4      |        |
| Totale carriera | Totale carriera | Totale carriera | 21         | 6          |                 | 1               | 1               |                    | -                  | -                  |             | 5           | 1           | 27     | 8      |        |

### Cronologia presenze e reti in nazionale
| Cronologia completa delle presenze e delle reti in nazionale ― Sierra Leone | Cronologia completa delle presenze e delle reti in nazionale ― Sierra Leone | Cronologia completa delle presenze e delle reti in nazionale ― Sierra Leone | Cronologia completa delle presenze e delle reti in nazionale ― Sierra Leone | Cronologia completa delle presenze e delle reti in nazionale ― Sierra Leone | Cronologia completa delle presenze e delle reti in nazionale ― Sierra Leone | Cronologia completa delle presenze e delle reti in nazionale ― Sierra Leone | Cronologia completa delle presenze e delle reti in nazionale ― Sierra Leone |
| Data                                                                        | Città                                                                       | In casa                                                                     | Risultato                                                                   | Ospiti                                                                      | Competizione                                                                | Reti                                                                        | Note                                                                        |
| --------------------------------------------------------------------------- | --------------------------------------------------------------------------- | --------------------------------------------------------------------------- | --------------------------------------------------------------------------- | --------------------------------------------------------------------------- | --------------------------------------------------------------------------- | --------------------------------------------------------------------------- | --------------------------------------------------------------------------- |
| 19-11-2023                                                                  | Monrovia                                                                    | Sierra Leone                                                                | 0 – 2                                                                       | Egitto                                                                      | Qual. Mondiali 2026                                                         | -                                                                           | 58’                                                                         |
| 5-6-2024                                                                    | El Jadida                                                                   | Sierra Leone                                                                | 2 – 1                                                                       | Gibuti                                                                      | Qual. Mondiali 2026                                                         | -                                                                           | 67’                                                                         |
| 10-6-2024                                                                   | Bamako                                                                      | Burkina Faso                                                                | 2 – 2                                                                       | Sierra Leone                                                                | Qual. Mondiali 2026                                                         | -                                                                           | 86’                                                                         |
| 6-9-2024                                                                    | Monrovia                                                                    | Sierra Leone                                                                | 0 – 0                                                                       | Ciad                                                                        | Qual. Coppa d'Africa 2025                                                   | -                                                                           |                                                                             |
| 10-9-2024                                                                   | Ndola                                                                       | Zambia                                                                      | 3 – 2                                                                       | Sierra Leone                                                                | Qual. Coppa d'Africa 2025                                                   | -                                                                           | 59’                                                                         |
| Totale                                                                      |                                                                             | Presenze                                                                    | 5                                                                           |                                                                             | Reti                                                                        | 0                                                                           |                                                                             |